# 我的心裡沒有他
《我的心裡沒有他》為台灣的一首著名歌曲，由方忭作詞，曲為著名西洋歌Historia de un Amor（巴拿马作曲家Carlos Eleta Almarán），靜婷為原唱，從1970年代就屢遭別的歌手翻唱至今，如劉文正、鳳飛飛、尤雅等，也因為屢遭別的歌手翻唱，此歌大紅。

## 翻唱年份及歌手
- 1967年：鄧麗君
- 1974年：尤雅
- 1977年：鳳飛飛
- 1978年：劉文正
- 1979年：林淑蓉
- 2000年：張國榮
- 2001年：黃小琥
- 2004年：呂珊、At17
- 2023年：《中年好聲音2》參賽者陳慧婷